# Жадо, Жан
Жан Жадо (фр. Jean Jadot; 23 ноября 1909, Брюссель, Бельгия — 21 января 2009, Волюве-Сен-Пьер, Бельгия) — бельгийский прелат, куриальный сановник и ватиканский дипломат. Титулярный архиепископ Дзури с 23 февраля 1968 по 21 января 2009. Апостольский делегат в Лаосе, Малайзии и Сингапуре с 23 февраля 1968 по 15 мая 1971. Апостольский про-нунций в Таиланде с 28 августа 1969 по 15 мая 1971. Апостольский нунций в Габоне и Камеруне и апостольский делегат в Экваториальной Гвинее с 15 мая 1971 по 23 мая 1973. Апостольский делегат в США с 23 мая 1973 по 27 июня 1980. Про-председатель Секретариата по делам нехристиан с 27 июня 1980 по 8 апреля 1984.